# Schizotetranychus freitezi
Schizotetranychus freitezi är en spindeldjursart som beskrevs av Ochoa, Gray och von Lindeman 1990. Schizotetranychus freitezi ingår i släktet Schizotetranychus och familjen Tetranychidae. Inga underarter finns listade i Catalogue of Life.